# Альберона
Альберона (італ. Alberona) — муніципалітет в Італії, у регіоні Апулія,  провінція Фоджа.
Альберона розташована на відстані близько 230 км на схід від Рима, 150 км на захід від Барі, 38 км на захід від Фоджі.
Населення — 988 осіб (2014).
Щорічний фестиваль відбувається 30 серпня. Покровитель — святий Іван Хреститель.

## Демографія
Населення за роками:

Станом на 1 січня 2023 року в муніципалітеті офіційно проживав 31 іноземець з 10 країн, серед них 15 громадян країн Євросоюзу та 1 громадянин України.

## Сусідні муніципалітети
- Біккарі
- Лучера
- Розето-Вальфорторе
- Сан-Бартоломео-ін-Гальдо
- Вольтурара-Аппула
- Вольтурино